# Hermann Nitsch
Hermann Nitsch   (Viena, 29 d'agost de 1938 - Mistelbach, 18 d'abril de 2022) va ser un dramaturg, director teatral i artista plàstic que va destacar pel seu estil radical a l'art d'acció i la performance, i que des dels anys setanta va influenciar en gran manera als artistes plàstics i escènics de tot arreu, com per exemple a l'àmbit catalanoparlant a Jordi Benito.
Va crear uns rituals iniciàtics amb sang i vísceres d'animals que estaven inspirats en la missa catòlica, en un teatre que ell va anomenar "orgiasticomistèric" (en anglès, Orgen Mysterien Theater). Pertanyia a un dels moviments més radicals de l'art d'acció, el conegut com a accionisme vienès, que va sorgir a Viena als anys setanta i està vinculat al nihilisme i a l'exaltació d'estats extrems, com psicosis, espasmes, orgasmes i autolesions.